# Jérémy Roy
Pour les articles homonymes, voir Roy.

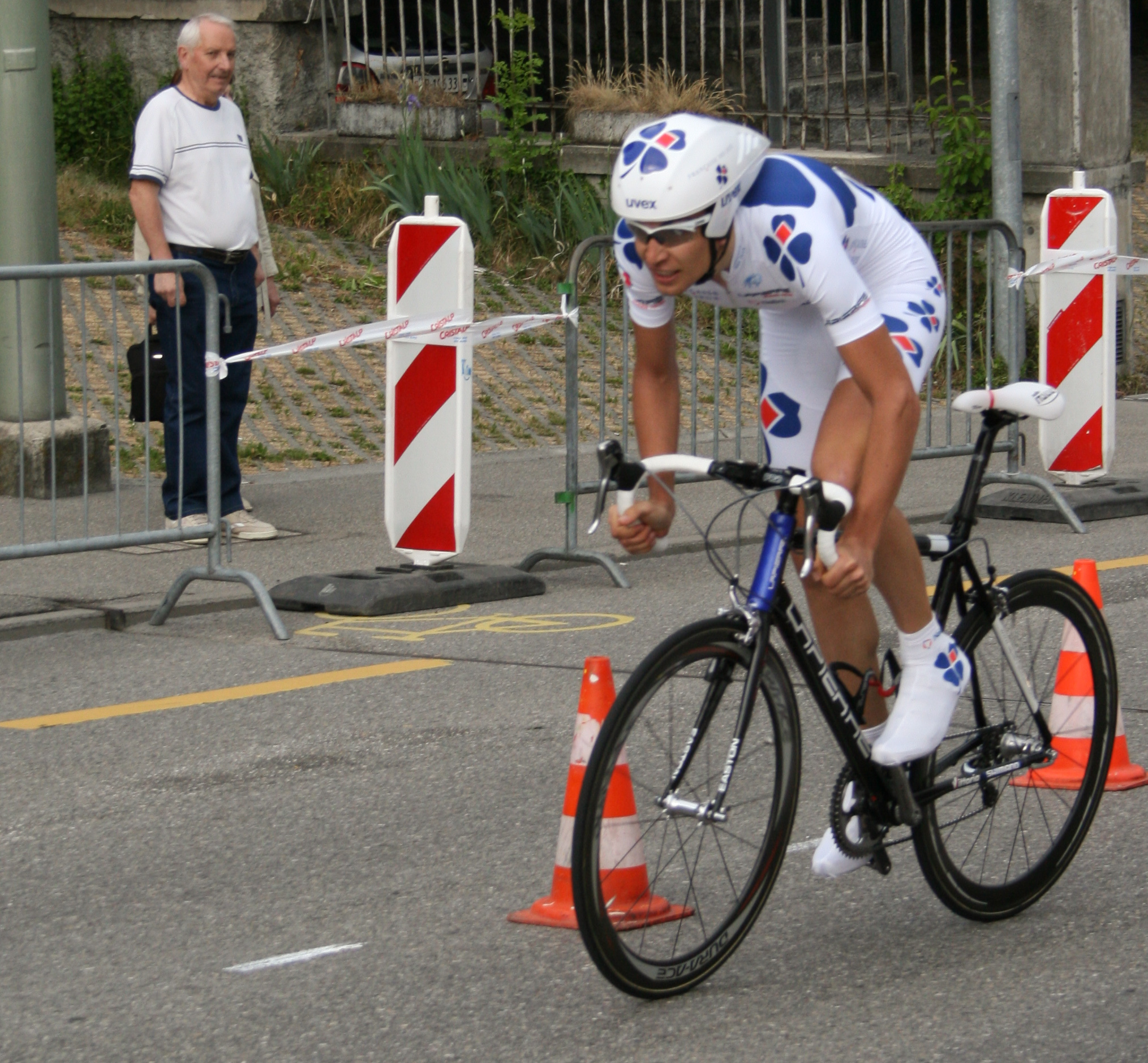
Durant le prologue du Tour de Romandie 2007.

Jérémy Roy est un cycliste professionnel français, né le 22 juin 1983 à Tours (Indre-et-Loire). Professionnel de 2003 à 2018, il a notamment remporté le Prix de la combativité du Tour de France 2011 et une étape de Paris-Nice 2009.

## Biographie

### Débuts cyclistes et carrière chez les amateurs
Membre de l'Union cycliste Saint-Cyr-sur-Loire chez les amateurs, Jérémy Roy est cinquième du championnat du monde junior en 2001, à Lisbonne au Portugal. Il est également 4e du Grand Prix Général Patton, ce qui lui permet de terminer l'année à la 14e place du Challenge mondial juniors de l'UCI. Il finit sa carrière amateur en août 2003 avec un titre de vice-champion d'Europe à Athènes, derrière Giovanni Visconti. 

### Carrière professionnelle
Il passe professionnel au sein de la Fdjeux.com en août 2003, le Grand Prix de Plouay est la première course qu'il dispute avec cette équipe.
Au début de sa carrière, Jérémy Roy poursuit ses études d'ingénieur à l'Institut national des sciences appliquées de Rennes (INSA de Rennes), et est diplômé ingénieur en  génie mécanique et automatique en 2007, terminant même major de sa promotion. Cela ne l'empêche pas d'obtenir de très bons résultats sur les courses du calendrier français, terminant notamment 4e du Tour de Picardie et de la Châteauroux Classic de l'Indre en 2006, 4e du Grand Prix de Plumelec-Morbihan en 2007 et 5e de la Route du Sud en 2008. Lors de la 13e étape du Tour d'Espagne 2007, il est échappé avec Andreas Klier et Tom Stamsnijder et prend la troisième place. Lors du Tour de France 2008, il est échappé dans la dix-neuvième étape en compagnie de Sylvain Chavanel qui le domine au sprint à l'arrivée.
Ses études terminées, il remporte sa première victoire professionnelle le 12 mars 2009 dans la 5e étape de Paris-Nice, en battant au sprint son compagnon d'échappée Thomas Voeckler.
L'année suivante, il remporte le Tro Bro Leon en solitaire, fait bonne figure dans la Flèche wallonne et termine troisième du prologue du Tour de Romandie.
Il se met en évidence dès le début de saison 2011 en remportant fin janvier la première manche de la Coupe de France, le Grand Prix d'ouverture La Marseillaise. Il participe au Tour de France en juillet. Échappé lors des 1re et 4e étapes, il se voit attribuer le prix de la combativité lors de cette dernière. À nouveau échappé dans les Pyrénées, il passe en tête au col du Tourmalet lors de la 12e étape, puis au col d'Aubisque le lendemain, ce qui lui permet d'endosser le maillot à pois de meilleur grimpeur. Après la 20e étape, il a reçu le Prix de supercombatif du Tour de France.
En juin 2012, Roy est quatrième du contre-la-montre du Tour de Suisse puis il est battu par Tanel Kangert au sprint lors de la dernière étape. Il est ensuite devancé de 13 secondes par Sylvain Chavanel lors du championnat de France du contre-la-montre, et est battu sur le fil par Yukiya Arashiro au Tour du Limousin. Lors des championnats du monde, Roy est tout d'abord 22e du contre-la-montre par équipes. Dix-huitième du contre-la-montre individuel, Roy termine ses Mondiaux par un abandon dans la course en ligne. Roy termine sa saison 2012 en se classant quatrième du Chrono des Herbiers. 
En 2013 il finit quatrième de l'Étoile de Bessèges et du Tour de Bavière, épreuve Hors Catégorie. Au championnat de France du contre-la-montre, il obtient cette année encore la médaille d'argent. Par ailleurs, l'émergence d'un leader de courses par étapes au sein de la FDJ en la personne de Thibaut Pinot donne un nouveau rôle à un coureur habitué des échappées, celui de protection de son leader. Il apprécie son nouveau rôle, comme on peut le lire sur son site internet au sujet d'une étape du Tour de Romandie : "Moi, je n'ai pas trop cherché à prendre la fuite, car j'avais un rôle à tenir autour de Thibaut. C'est dans cette région que nous avions fait notre échappée sur le dernier Tour de France, qui avait conduit à sa victoire à Porrentruy, mais cette fois-ci, le plan était différent. Je suis resté avec lui dans le peloton et heureusement car il a eu besoin de mon aide à certains moments critiques, comme dans les descentes et surtout le bas de celles-ci. J'ai bouché certains trous pour lui éviter de prendre des cassures, j'ai récupéré ses vêtements pour le froid quand c'était nécessaire, je me suis occupé de ses ravitaillements. Il était dans les meilleures dispositions pour aborder le final et c'est ce qui fait que je suis très content de ma journée d'équipier.". Quatrième ensuite du Tour de Bavière, il est à nouveau battu par Chavanel lors du championnat de France du contre-la-montre, cette fois avec un écart plus important qu'en 2012. Au Tour de France, Roy obtient la huitième place du premier contre-la-montre individuel. À la fin du mois de septembre, il fait partie de l'équipe FDJ.fr participant au contre-la-montre par équipes des championnats du monde de Florence. Il termine avec son équipe quinzième à 3 minutes 19 secondes d'Omega Pharma-Quick Step. Trois jours plus tard, Roy participe pour la France au contre-la-montre individuel et se classe vingt-neuvième à 4 minutes 27 secondes du vainqueur, l'Allemand Tony Martin. Il n'est ensuite pas retenu pour la course en ligne.
Il entame sa saison 2014 par une sixième place sur l'Étoile de Bessèges. Il la termine par une deuxième place au Chrono des Nations-Les Herbiers-Vendée derrière Sylvain Chavanel.
La saison 2015 permet au coureur de participer pour la huitième fois au Tour de France, il termine l'épreuve en 105e position après avoir travaillé pour son leader Thibaut Pinot. Au mois d'août il prolonge d'un an son contrat avec l'équipe FDJ.
Il est remplaçant pour le contre-la-montre dans la sélection française constituée pour le premier championnat d'Europe sur route professionnel disputé à Plumelec. Sélectionné pour le contre-la-montre des championnats du monde 2016 disputés au Qatar, Roy est également remplaçant pour la course en ligne.
En février 2018, il annonce mettre un terme à sa carrière de coureur à la fin de la saison. En juin, il se classe dixième du championnat de France du contre-la-montre. Lors de son avant-dernière course, il est présent pour aider son leader Thibaut Pinot à remporter le Tour de Lombardie. Le lendemain, le 14 octobre, il prend sa retraite de coureur avec une septième place au Chrono des Nations.

### L'après-carrière
En 2019, Jérémy Roy rejoint la Chaine L'Equipe comme consultant. Lors de la rentrée 2019, il s'inscrit à la formation de manager général de club sportif dispensée par le Centre de droit et d'économie du sport de Limoges.
En janvier 2021, après seize années (2003-2018) comme coureur professionnel, l'équipe FDJ annonce que Roy intègre son staff, en qualité de Responsable Partenariats et Développement Technique.
En mai 2023, il intègre l'équipe de France TV sport et commente le Tro Bro Leon.

## Style
Jérémy Roy est un coureur adepte du contre-la-montre. Au fil de sa carrière, il travaille spécifiquement dans la discipline, ce qui l'amène à obtenir plusieurs places dans les dix premiers d'épreuves en 2012. Cette année-là, il est sélectionné pour représenter la France aux Championnats du monde.

## Palmarès et classements mondiaux sur route

### Palmarès amateur
| - 2000 - 2e du Grand Prix des vins de Panzoult - 5e du championnat du monde sur route juniors - 2002 - Nantes-Segré - 2e du Grand Prix de Fougères - 3e du Loire-Atlantique Espoirs | - 2003 - 1re étape du Circuit du Mené (contre-la-montre) - Tour du Béarn : - Classement général - 1re étape - Médaillé d'argent du championnat d'Europe sur route espoirs - 3e du Kreiz Breizh |  |

### Palmarès professionnel
| - 2009 - 5e étape de Paris-Nice - 2010 - Tro Bro Leon - 2e du Duo normand (avec Anthony Roux) - 2011 - Grand Prix d'ouverture La Marseillaise - Prix de la combativité du Tour de France - 2e du Duo normand (avec Anthony Roux) - 2012 - 4e étape du Tour du Limousin - 2e du championnat de France du contre-la-montre - 2e du Tour du Limousin - 2e du Tour du Poitou-Charentes | - 2013 - 2e du championnat de France du contre-la-montre - 2014 - 2e du Chrono des Nations-Les Herbiers-Vendée - 2018 - 3e du Duo normand (avec Bruno Armirail) |  |

### Résultat sur les grands tours

#### Tour de France
9 participations
- 2008 : 121e
- 2009 : 48e
- 2010 : 143e
- 2011 : 86e,  supercombatif
- 2012 : 66e
- 2013 : 126e
- 2014 : 57e
- 2015 : 105e
- 2016 : 96e

#### Tour d'Italie
3 participations
- 2008 : 82e
- 2017 : 73e
- 2018 : 109e

#### Tour d'Espagne
3 participations
- 2005 : 81e
- 2006 : 122e
- 2007 : 104e

### Classements mondiaux
En 2005, l'UCI ProTour et les circuits continentaux sont créés, ayant chacun leur classement. En 2009, un « classement mondial UCI » remplace le classement ProTour. Il prend en compte les points inscrits lors des courses ProTour et des courses qui n'en font plus partie, regroupées dans un « calendrier historique », soit au total 26 courses en 2010. L'UCI ProTour devient l'UCI World Tour et comprend 27 courses en 2011 et son classement ne concerne que les coureurs membres des 18 équipes ProTeam, dont FDJ ne fait plus partie. L'année suivante, FDJ-BigMat retrouve un statut de ProTeam, ce qui fait que Roy peut être classé au World Tour.
| Année                  | 2007 | 2008 | 2009 | 2010 | 2011 | 2012 | 2013 | 2014 | 2015 | 2016 | 2017 |
| ---------------------- | ---- | ---- | ---- | ---- | ---- | ---- | ---- | ---- | ---- | ---- | ---- |
| Classement ProTour     | 212e | nc   |      |      |      |      |      |      |      |      |      |
| Calendrier mondial UCI |      |      | 183e | 234e |      |      |      |      |      |      |      |
| UCI World Tour         |      |      |      |      |      | 186e | nc   | nc   | nc   |      |      |
| UCI Europe Tour        |      |      |      |      | 143e |      |      |      |      | 540e | 761e |

## Palmarès en cyclo-cross
- 2002-2003
  - Cyclo-cross de Contres (avec Sandy Casar)
  - Cyclo-cross de Tours-Île Aucard (avec Sandy Casar)
- 2004-2005
  - Cyclo-cross de Notre-Dame-d'Oé